# Ivana Večeřová
Ivana Večeřová (Šumperk, 30 marzo 1979) è un'ex cestista ceca.
Alta 194 cm per 80 kg, giocava come centro.

## Carriera
Con la Rep. Ceca ha disputato due edizioni dei Giochi olimpici (Atene 2004, Pechino 2008), due dei Campionati mondiali (2006, 2010) e cinque dei Campionati europei (1999, 2001, 2003, 2005, 2007).